# II emendamento della Costituzione degli Stati Uniti d'America
Il II emendamento della Costituzione degli Stati Uniti d'America protegge il diritto dei cittadini statunitensi di detenere e portare armi.

## Sinossi storica
L'emendamento ratificato il 15 dicembre 1791, come uno dei dieci emendamenti approvati il 25 settembre 1789 dal 1º Congresso, noti nel loro insieme come Carta dei Diritti degli Stati Uniti d'America.
Con il caso giudiziario  Distretto di Columbia contro Heller, 2008, la Corte suprema ha affermato per la prima volta che il diritto a possedere un'arma spetta specificatamente a ogni singolo individuo e che l'emendamento protegge il diritto di un individuo di tenere un'arma per la difesa personale, constatando comunque che tale diritto non è illimitato e non preclude l'esistenza di alcuni divieti di vecchia data come quelli che vietano «il possesso di armi da parte di criminali e malati di mente» o restrizioni sul «porto di armi pericolose e insolite». Nel caso  McDonald contro la città di Chicago, 2010, la Corte suprema ha stabilito che i governi degli Stati federati e delle contee sono limitati nella stessa misura del governo federale dal violare questo diritto.
L'importanza del Secondo emendamento non è limitata al solo punto di vista legale e giurisprudenziale. Tutt'oggi continua il dibattito tra varie organizzazioni che spingono per il controllo sulle armi e quelle che spingono per la preservazione dei diritti sulle stesse.

## Il testo
Ci sono molte versioni del testo del Secondo emendamento, ognuna delle quali con differenze di punteggiatura e di cambi tra minuscolo e maiuscolo. Esistono delle differenze tra le copie di bozza, e quelle approvate, le copie firmate in esposizione, e diverse trascrizioni. L'importanza delle differenze è stata fonte di dibattito riguardo al significato e all'interpretazione dell'emendamento, in particolare nella frase introduttiva.
L'emendamento, nella versione finale scritta a mano e approvata dal Congresso, con il resto della copia originale della Carta dei Diritti preparata dallo scriba William Lambert, è conservata nei National Archives. Questa è la stessa versione ratificata dal Delaware e utilizzata dalla Corte suprema nel caso Distretto di Columbia contro Heller:
(Secondo emendamento della Costituzione degli Stati Uniti d'America)
Alcune versioni ratificate dagli altri Stati federati omettevano la prima o l'ultima virgola; il caso del Maryland:
Il caso di New York, Pennsylvania, Rhode Island e Carolina del Sud, che contenevano solo una virgola ma con differenze nelle maiuscole. L'atto della Pennsylvania, ad esempio, afferma:
Il caso del New Jersey, il cui testo non presenta virgole:

## Analisi ed evoluzione giuridica
Il Secondo emendamento è stato basato in parte sul diritto di detenere e portare armi nel common law inglese ed è stato influenzato dalla Carta dei Diritti inglese del 1689. Sir William Blackstone ha definito questo diritto come un «diritto ausiliario», che sostiene i diritti naturali di autodifesa e resistenza all'oppressione e il dovere civico di agire di concerto in difesa dello Stato. Eventuali attribuzioni ai diritti, quali «ausiliari», devono essere viste nel contesto dello scopo intrinseco di una Carta dei Diritti, che è conferire a un gruppo la capacità di raggiungere un risultato reciprocamente desiderato e non necessariamente enumerare o classificare l'importanza dei diritti. Mentre sia James Monroe che John Adams sostennero la ratifica della Costituzione, il suo artefice più influente fu James Madison. Ne  Il Federalista, n. 46, Madison ha scritto che un esercito federale potrebbe essere tenuto sotto controllo dalle milizie degli Stati federati, sostenendo che tali milizie «sarebbero in grado di respingere il pericolo» rappresentato da un esercito federale. Ha contrapposto il governo federale degli Stati Uniti ai regni europei, che ha descritto come «titubanti a fidarsi di cittadini armati».

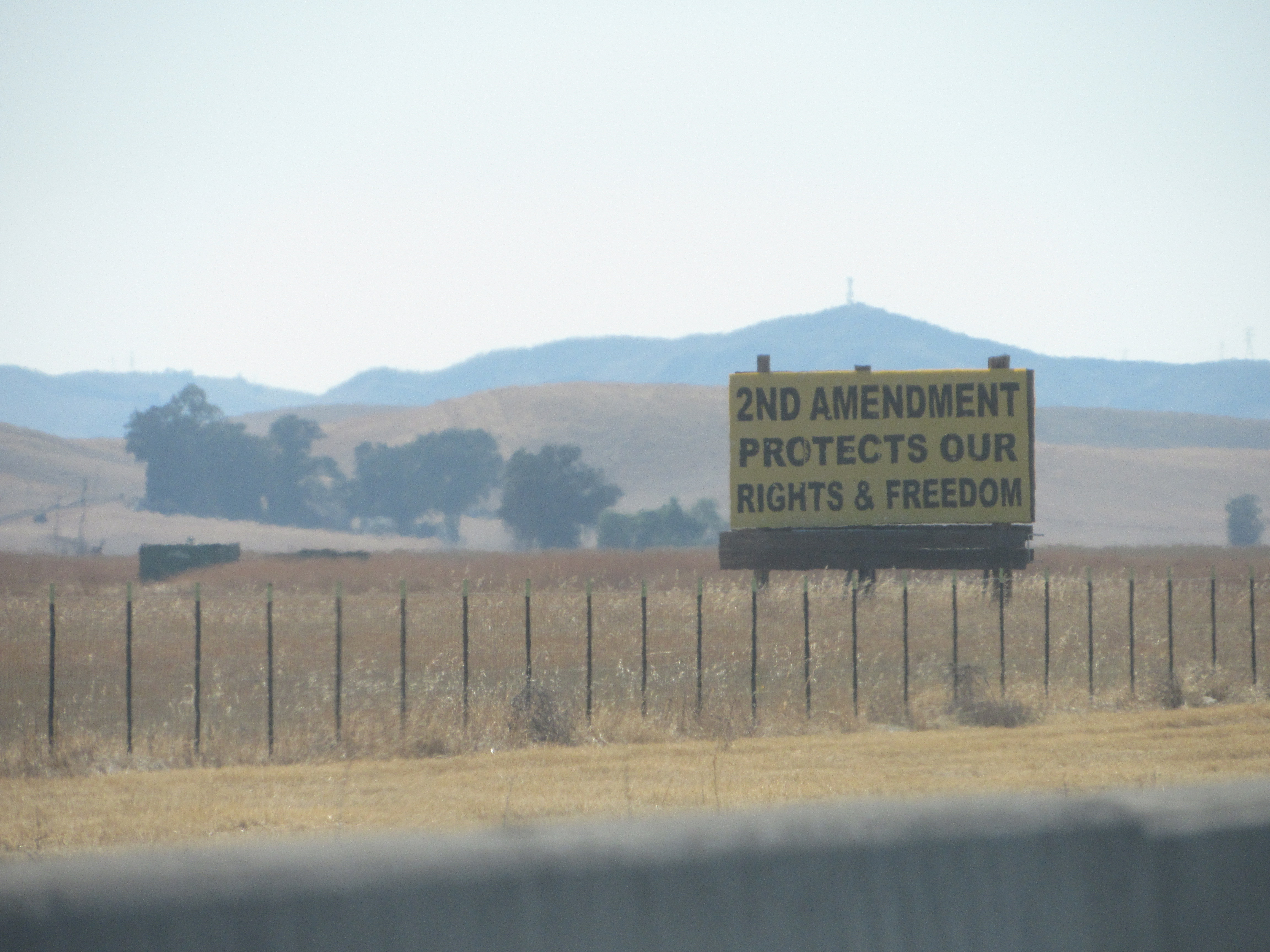
Cartello sulla California State Route 12, che recita: «Il Secondo emendamento protegge i nostri diritti e le nostre libertà»

Nel gennaio 1788, Delaware, Pennsylvania, New Jersey, Georgia e Connecticut ratificarono la Costituzione senza insistere sugli emendamenti. Sono stati proposti diversi emendamenti, ma non sono stati adottati al momento della ratifica della Costituzione. Ad esempio, la Convenzione di Filadelfia ha discusso quindici emendamenti, uno dei quali riguardava il diritto del popolo ad essere armato, un altro la milizia. La Convenzione del Massachusetts ha anche ratificato la Costituzione con un elenco allegato di emendamenti proposti. Alla fine, il processo di ratifica è stato così spaccato tra favorevoli e contrari alla Costituzione che i Federalisti hanno acconsentito alla Carta dei Diritti degli Stati Uniti per assicurare la ratifica.

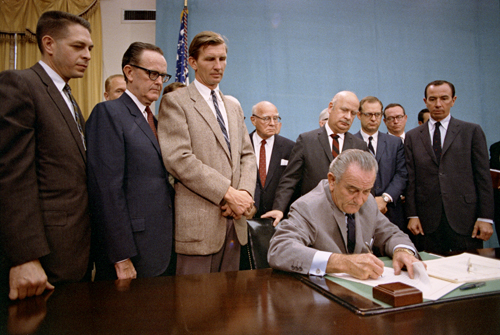
Il Presidente Lyndon B. Johnson firma il Il Secondo emendamento non preclude leggi di controllo sulle armi

Nel caso  United States contro Cruikshank, 1876, la Corte suprema ha stabilito che «Il diritto di portare armi non è concesso dalla Costituzione; né è in alcun modo dipendente da quello strumento per la sua esistenza. Il Secondo emendamento implica semplicemente che non deve essere violato dal Congresso, e non ha altro effetto che limitare i poteri del governo federale». In  Stati Uniti contro Miller, 1939, la Corte suprema stabilì che il Secondo emendamento non riguardava tipi di armi che non avevano un «ragionevole ruolo nella conservazione o efficienza di una milizia ben regolamentata».
Nel XXI secolo, l'emendamento è stato sottoposto a rinnovata indagine accademica e interesse giudiziario. L'interpretazione ortodossa del Secondo emendamento è rappresentata dalla giurisprudenza originalista, mentre l'interpretazione più radicale è detta "teoria insurrezionalista": la prima afferma che tutte le dichiarazioni della Costituzione devono essere interpretate sulla base dell'interpretazione originale "al momento della sua adozione", la teoria insurrezionalista afferma invece che il secondo emendamento garantisca un diritto costituzionale di rivoluzione a tutti i cittadini.
Con il caso giudiziario Distretto di Columbia contro Heller, la Corte suprema ha emesso una decisione storica, stabilendo che l'emendamento protegge il diritto di un individuo a possedere un'arma, fattispecie per la legittima difesa nella propria abitazione. Questa è stata la prima volta che la Corte ha stabilito, inoltre, che il Secondo emendamento garantisce, nello specifico, il diritto ad ogni singolo individuo, anche al di fuori di una milizia, di possedere un'arma. Nel caso McDonald contro la città di Chicago, la Corte suprema ha stabilito che la «clausola di eguale protezione» del Quattordicesimo emendamento incorpora il Secondo emendamento nei confronti dei governi degli Stati federati e delle contee. In  Caetano contro Massachusetts, 2016, la Corte suprema ha ribadito le sue precedenti sentenze secondo cui «il Secondo emendamento si estende a tutti gli strumenti che costituiscono armi trasportabili, anche quelle che non esistevano al momento della Fondazione» e che la sua protezione non si limita a «solo quelle armi utili in guerra». La sentenza nel caso  New York State Rifle & Pistol Association, Inc. contro Bruen, 2022, ha assicurato il diritto di portare armi negli spazi pubblici con ragionevoli eccezioni, e imponendo un nuovo rigoroso standard di scrutinio alle leggi degli Stati federati sulle armi da fuoco.